# إد كروفورد (لاعب كرة قدم أمريكية)
إد كروفورد (بالإنجليزية: Ed Crawford)‏ هو لاعب كرة قدم أمريكية أمريكي، ولد في 25 يوليو 1934 في كورينث في الولايات المتحدة، وتوفي في 9 يوليو 2017.

## وصلات خارجية
- إد كروفورد على موقع كلية كرة السلة في سبورتس رفرنس.كوم (الإنجليزية)
- إد كروفورد على موقع مرجع كرة القدم المحترفة.كوم (الإنجليزية)